# Robert Hauer-Riedl
Robert Hauer-Riedl (* 16. August 1942 in Krems; † 21. Februar 2005 in Graz) war ein österreichischer Schauspieler.
Hauer-Riedls Karriere führte ihn von Salzburg über Innsbruck, Hannover und Darmstadt schließlich ans Ensemble Theater Wien. Ab Ende der 1970er Jahre trat er dort in zahlreichen Hauptrollen auf, etwa in „Niemandsland“ von Gernot Wolfgruber, in Peter Turrinis „Rozznjogd“, in William Congreves „Love for Love“, aber auch in zahlreichen Brecht-Stücken. Binnen weniger Jahre wurde er zu einer der prägenden Bühnenpersönlichkeiten der Wiener Mittelbühnen-Szene. 1973 wurde er für Giorgio Strehlers Spiel der Mächtigen in der Felsenreitschule bei den Salzburger Festspielen verpflichtet.
Ab 1989 trat Hauer-Riedl regelmäßig im Volkstheater auf. Als herausragend beschrieben wurden seine Rollengestaltungen in „El Salvador“, Komiker, Kaddisch, „Für Gott, Ehre, Vaterland“ oder der Komödie der Eitelkeit (1998). Zuletzt spielte er den Dr. Goll in Gustav Ernsts Lulu und den Gresham in Ferdinand Bruckners „Elisabeth von England“ (2003).
Hauer-Riedl spielte auch in einigen Fernsehfilmen und in Serien, wie Kommissar Rex, und wirkte als Sprecher in zahlreichen Radiosendungen.